# Simfonia concertant per a violoncel (Prokófiev)
La Simfonia concertant per a violoncel en mi menor de Serguei Prokófiev, op. 125, és una obra a gran escala per a violoncel i orquestra.
Va ser estrenada el 18 de febrer de 1952 per Mstislav Rostropóvitx, a qui va ser dedicada l'obra. Presentat en aquell moment com el segon Concert per a violoncel de Prokófiev, després del seu anterior Concert per a violoncel, op. 58 - posteriorment va ser revisat i retitulat. Es troba entre les últimes obres acabades de Prokófiev.

## Història
Prokófiev va començar a treballar en el que es convertiria en el Concert Simfònic després de completar la Sonata per a violoncel el 1949. L'obra va ser encarregada per Aleksandr Kholodilin, el cap de la divisió de música del Comitè d'Afers Artístics, amb la data de finalització especificada com l'1 de novembre de 1951.
L'obra es basava, en part, en el material contingut en el Concert per a violoncel de Prokófiev, que es va estrenar el 1938. Es van proporcionar esborranys del nou treball a Rostropóvitx per a la correcció tècnica i el perfeccionament.
L'obra es va interpretar per primera vegada, com el segon concert per a violoncel de Prokófiev, el 18 de febrer de 1952 a Moscou, amb Rostropóvitx com a solista i Sviatoslav Richter com a director. Després d'una revisió de la Unió de Compositors Soviètics, el concert va ser revisat i retitolat com a "Симфония-концерт" ("Simfonia-Concert"). Prokófiev va morir abans de la versió final: la primera actuació d'aquesta versió va tenir lloc el 9 de desembre de 1954 amb Rostropóvitx com a solista, acompanyat per l'⁣Orquestra Simfònica de la Ràdio Estatal Danesa sota la direcció de Thomas Jensen.
El concert simfònic va ser una de les diverses composicions per a violoncel en què va treballar Prokófiev des de finals dels anys quaranta fins a la seva mort. A més de la Sonata per a violoncel, Prokófiev també va començar a treballar en dues obres inacabades: una sonata per a violoncel no acompanyat (per a la qual va escriure 14 pàgines d'esbossos) i un Concertino per a violoncel (més tard completat per Rostropóvitx).

## Música
L'obra està escrita per a dues flautes (segon flautí doble), dos oboès, dos clarinets, dos fagots, quatre trompes, dues trompetes, tres trombons, tuba, timbales, plats, tamborí, triangle, bombo, tambor, celesta i cordes.

Té una durada d'uns 40 minuts i consta de tres moviments amb les següents marques de tempo⁣:
1. Andante
2. Allegro giusto
3. Andante con moto – Allegretto – Allegro marcato

La peça destaca per la seva extrema dificultat a causa de la durada del concert, els recorreguts i les posicions altes entre moltes altres dificultats tècniques. El final del concert requereix que el violoncel·lista toqui amb el diapasó, arribant fins a un E7, el límit superior extrem de la gamma del violoncel.